# Els dies de la ira
Els dies de la ira (títol original en italià: I giorni dell'ira) és un spaghetti western italo- alemany dirigit per Tonino Valerii, estrenada el 1967 i interpretat per Lee Van Cleef i Giuliano Gemma. Ha estat doblat al català.

## Argument
Scott, fill d'una prostituta, és un patidor cap de turc la tranquil·la petita ciutat de Clifton. Un dia, el pistoler Talby desembarca i, defensant el jove, mata un home. És deixat anar per legítim defensa|prohibició i pren sota la seva protecció Scott, que resulta ser un excel·lent tirador. El mestre i l'alumne decideixen venjar-se dels notables de Clifton i prenen a poc a poc el control de la ciutat ...

## Repartiment
- Lee Van Cleef: Frank Talby
- Montgomery Wood: Scott Mary
- Walter Rilla: Murph Allan Short
- Christa Linder: Gwen
- Yvonne Sanson: Vivien Skill
- Lukas Ammann: Judge Cutchell
- Andrea Bosic: Abel Murray
- Al Mulock: Wild Jack
- Giorgio Gargiullo: Killer
- José Calvo: Blind Bill
- Hans-Otto Alberty: Sam Corbitt
- Anna Orso: Eileen
- Benito Stefanelli: Owen White
- Nino Nini: Marshall / Xèrif Nigel
- Franco Balducci: Slim
- Romano Puppo: Ralph Perkins
- Virgilio Gazzolo: Mr. Barton
- Eleonora Morana: Mrs. Barton